# ۲۸ روز (فیلم)
۲۸ روز (انگلیسی: 28 Days) فیلمی در ژانر کمدی-درام به کارگردانی بتی توماس است که در سال ۲۰۰۰ منتشر شد.

## خلاصه داستان
«گوئن کامینگز» (بولاک)، روزنامه‌نویس نیویورکی که به نوش خواری علاقهٔ خاصی دارد، در مراسم عروسی خواهرش (پرکینز)، مست می‌کند و ابتدا کیک عروسی را سرنگون می‌کند و بعد تر لیموزین بزرگ عروس و داماد را می‌دزدد. دادگاه نیز حکم می‌دهد که باید بیست و هشت روز را در یک مرکز بازپروری معتادان بگذارند...

## بازیگران
- ساندرا بولاک
- ویگو مورتنسن
- دومینیک وست
- الیزابت پرکینز
- دایان لد
- استیو بوشمی
- آلن تودیک
- مایک اومالی
- ماریان ژان-باپتیست
- آزورا اسکای
- مارگو مارتیندال